# Cyclocardia elegans
Espèce
Synonymes
- Cardita elegans (Lamarck, 1806) Nyst, 1843
- Cardita (Venericardia) elegans Deshayes, 1860
- Venericardia elegans Lamarck, 1806
- Cyclocardia (Arcturellina) elegans  Le Renard, 1993

Cyclocardia elegans est une espèce fossile de mollusques bivalves de la famille des Carditidae. Elle a été trouvée dans des terrains datant de l'Éocène en France et au Royaume-Uni.